# آر بي 2040

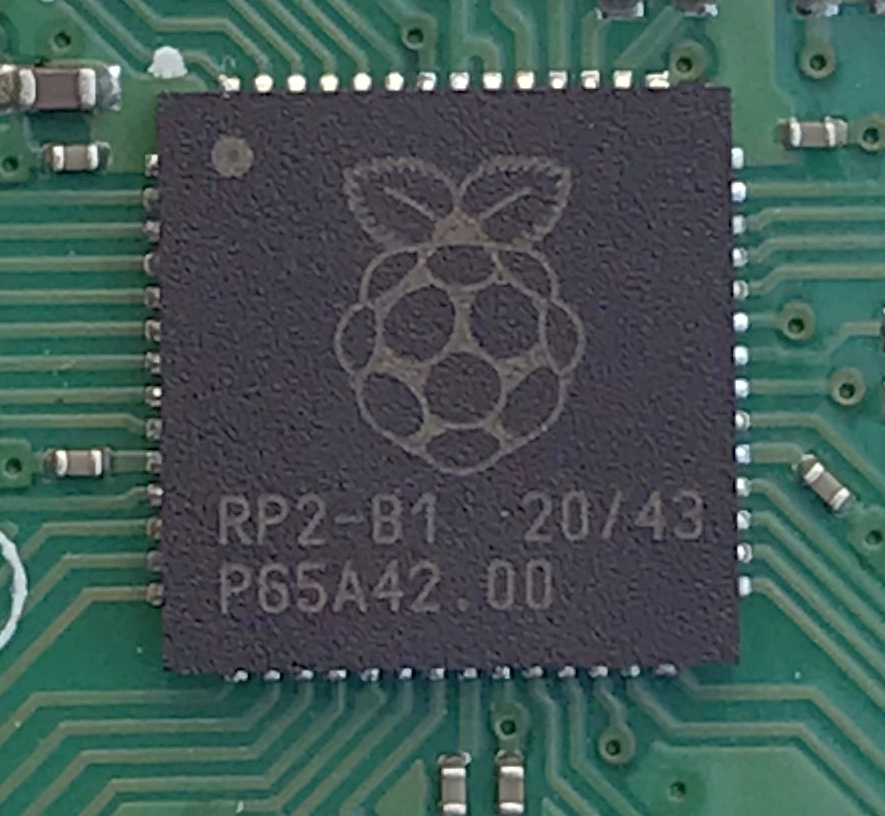
متحكم RP2040

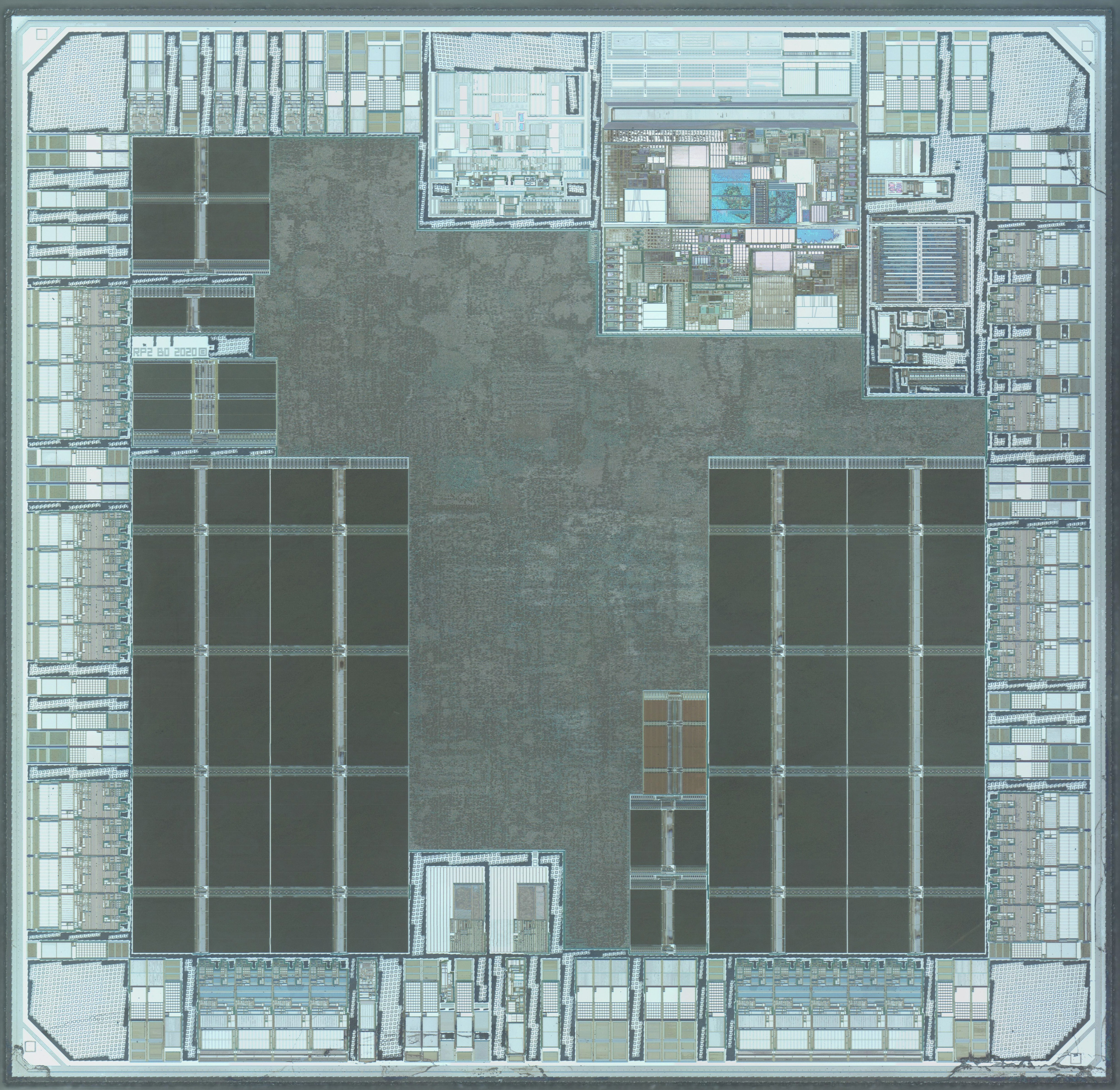
سطح RP2040

ار بي 2040 (بالإنجليزية: RP2040)‏عبارة عن دائرة متكاملة بمعالج آرم كورتكس -ام0 + مزدوجة بمعمارية 32 بت    من مؤسسة راسبيري باي المحدودة, تم إصداره في الوقت نفسه كجزء من لوحة راسبيري باي بيكو . 

## سمات
الرقاقة عبارة عن سيليكون 40 نانومتر في حزمة جهاز التثبيت السطحي QFN -56 مقاس 7 × 7 مم (SMD).
- الميزات الرئيسية: [4]
  - 133 ميغاهرتز نواة كورتكس -ام0 + مزدوجة (يمكن رفع تردد التشغيل إلى أكثر من 400 ميغا هيرتز [5] )
    - كل نواة لها مقسم عدد صحيح طرفي، واثنين من الاستقراء الداخلي.

  - 264 كب اس رام في ستة بنوك مستقلة
  - لا يوجد فلاش داخلي أو ذاكرة اي اي بي روم (بعد إعادة التصفير, يقوم محمل الإقلاع بتحميل البرامج الثابتة من ذاكرة فلاش خارجية أو ناقل USB إلى ذاكرة اس رام الداخلية).
  - جهاز التحكم في ناقل QSPI ، يدعم ما يصل إلى 16 ميغا بايت من ذاكرة فلاش خارجية.
  - متحكم DMA.
  - عارضة AHB ، متصلة بالكامل.
  - منظم منخفض التسرب قابل للبرمجة على الرقاقة (LDO) لتوليد جهد النواة.
  - 2 حلقة مقفلة الطور على الرقاقة لتوليد نبضات الساعة لـ USB والنواة.
  - 30 دبوسًا GPIO ، يمكن استخدام 4 منها اختياريًا كمدخلات تناظرية.
- الأجهزة الطرفية:
  - 2 يو أرتس.
  - 2 وحدات تحكم اس بي آي
  - 2 وحدات تحكم I²C
  - 16 قناة PWM
  - وحدة تحكم يو اس بي 1.1 طبقة مادية ، مع دعم وضعة المضيف والجهاز.
  - 8 مداخل مبرمجة لحالة الإدخال والإخراج (PIO).

## اللوحات
أعلن عدد من الشركات المصنعة عن لوحاتهم الخاصة باستخدام RP2040. مجموعة مختارة من العدد المتزايد.

## أنظر أيضا
- آردوينو - عائلة لوحة متحكم دقيقة مشهورة
- ESP32 - سلسلة من الأنظمة منخفضة التكلفة ومنخفضة الطاقة على رقاقة متحكمات مزودة بشبكة Wi-Fi مدمجة وبلوتوث مزدوج الوضع.
- STM32 - عائلة من الدوائر المتكاملة متحكم 32 بت
- راسبيري باي - سلسلة راسبيري باي لأجهزة الكمبيوتر الصغيرة أحادية اللوحة.
- Thumby (وحدة تحكم في الألعاب) - وحدة تحكم صغيرة بحجم الإبهام يتم تشغيلها بواسطة RP2040

## روابط خارجية
- صفحة الويب الرسمية
- الوثائق الرسمية